# GDesklets
gDesklets is een GNOME-programma waarin de architectuur voorziet in kleine applets (desktop widgets) die op de top van de desktop van de gebruiker worden geplaatst. Het is vergelijkbaar met andere desktop widget programma's. De applets die op het bureaublad geplaatst zijn, zijn bedoeld als snelle manieren voor de gebruiker om informatie op te halen en niet in de weg van de normale activiteit te staan.

## Desklets
De kleine programma's die binnen gDesklets draaien, worden desklets genoemd en zijn kleine Python applets geladen in de gDesklets daemon. Er zijn vele gDesklets verkrijgbaar bij de gDesklets-startpagina, waaronder:
- Klokken
- Kalenders
- Docking (starten, stoppen en beheren van applicaties)
- Weerinformatie
- RSS-feeds
- Controls voor andere applicaties (zoals XMMS en Pidgin)
- Geanimeerde werkbalken
- Desktop notes
- Systeem monitors